# Relations entre la Mauritanie et la Tunisie
Les relations entre la Mauritanie et la Tunisie se réfèrent aux relations bilatérales entre la Mauritanie et la Tunisie. Ils sont tous deux membres de l'Union du Maghreb arabe, de l'Union africaine et de la Ligue arabe.

## Histoire
La Tunisie est l'un des premiers pays à reconnaître l'indépendance de la Mauritanie en novembre 1960 et à lui apporter son soutien diplomatique par la suite. Cette position provoque la rupture des relations diplomatiques entre le Maroc et la Tunisie, qui dure quelques années. Ainsi, la Tunisie est l'un des trois parrains de la candidature de la Mauritanie aux Nations unies, à côté de la France et du Liberia. De plus, elle est le seul pays de la Ligue arabe à avoir voté pour son adhésion le 27 octobre 1961, les autres ayant voté contre en s'alignant sur la position marocaine qui revendiquait ce territoire.
Dès l'indépendance de la Mauritanie, des relations diplomatiques et des coopérations sont mises en place. La coopération est au départ basée sur la formation des cadres. Ainsi, des bourses sont offertes à des magistrats mauritaniens pour se former en Tunisie. Dans le même temps, une équipe tunisienne contribue à l'organisation de l'Institut national des hautes études islamiques à Nouakchott. De plus, la Tunisie apporte une aide technique et financière dans le secteur bancaire, avec notamment la mise en place de la Banque mauritanienne de développement.
Lors de la crise de Bizerte en 1961, le président mauritanien Moktar Ould Daddah apporte son soutien au président tunisien Habib Bourguiba. Il effectue d'ailleurs une visite officielle à Tunis en juillet 1964. Les premiers accords de coopération sont signés entre les deux pays en septembre de la même année, après la visite d'une délégation tunisienne à Nouakchott. Une commission bilatérale est mise en place en mars 1971 pour développer la coopération intergouvernementale.